# Rắn hổ mang Trung Quốc
Rắn hổ mang Trung Quốc, hay còn gọi là rắn hổ mang Đài Loan, rắn hổ mang bành, rắn hổ mang thường  (danh pháp hai phần: Naja atra) là một loài rắn độc thuộc họ Rắn hổ (Elapidae). Loài này có ở miền nam Trung Quốc cùng một vài quốc gia láng giềng và hải đảo, như miền bắc Việt Nam và Đài Loan.

## Phân bố
Nam Trung Quốc, Ấn Độ, Myanmar, Thái Lan, Malaysia, Lào, Việt Nam, Đài Loan.

## Giá trị sử dụng
Rắn hổ mang Trung Quốc được cho là một món ăn có nhiều giá trị bổ dưỡng nên hay bị săn bắt, Rắn hổ mang là loài rất quý hiếm rất cần được bảo vệ. Chúng được sử dụng nhiều trong dược liệu, thực phẩm, thương mại.

## Tình trạng tại Việt Nam
Tại Việt Nam hiện nay, loài này có số lượng ngày càng ít. Trong sách đỏ Việt Nam, nó xếp vào mức đe dọa T.: Cần cấm khai thác và sử dụng.

## Hình ảnh

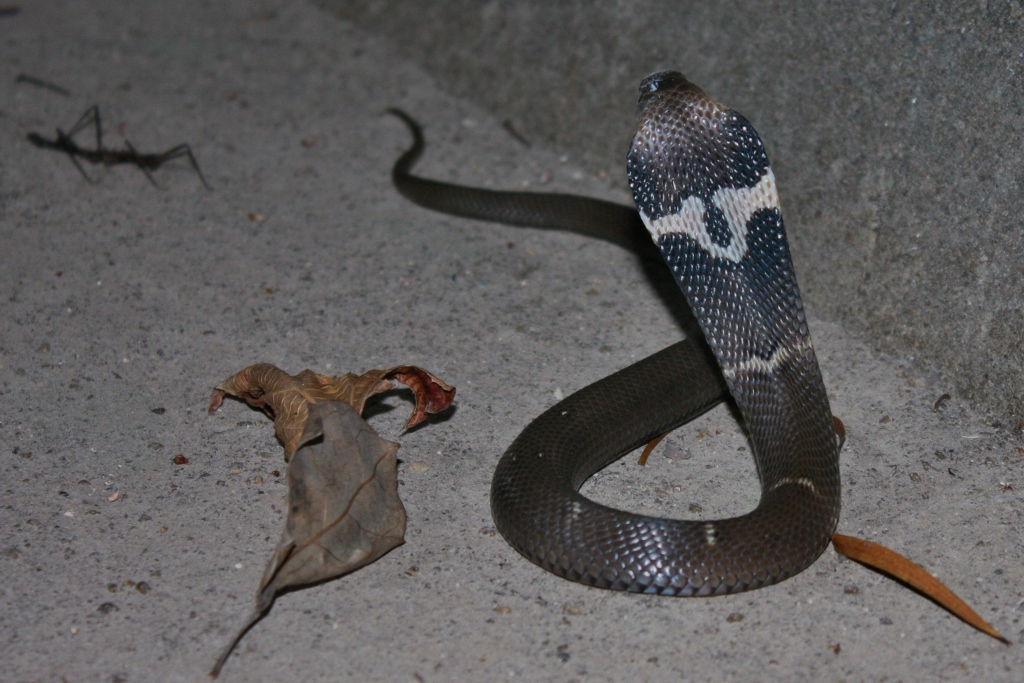
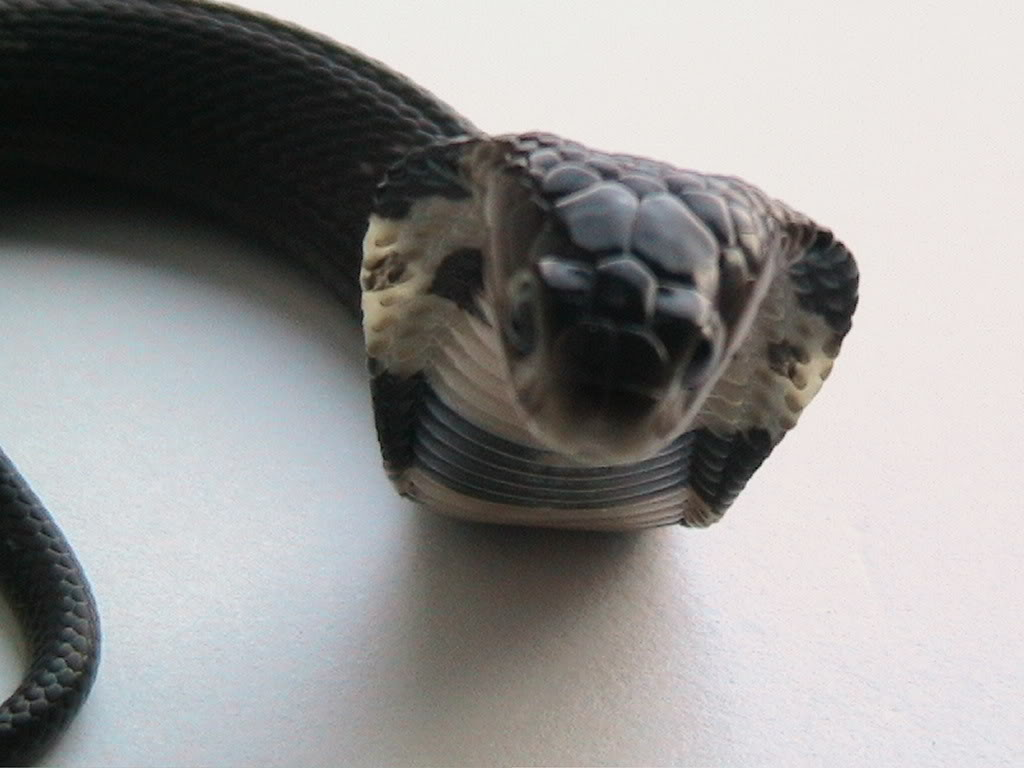
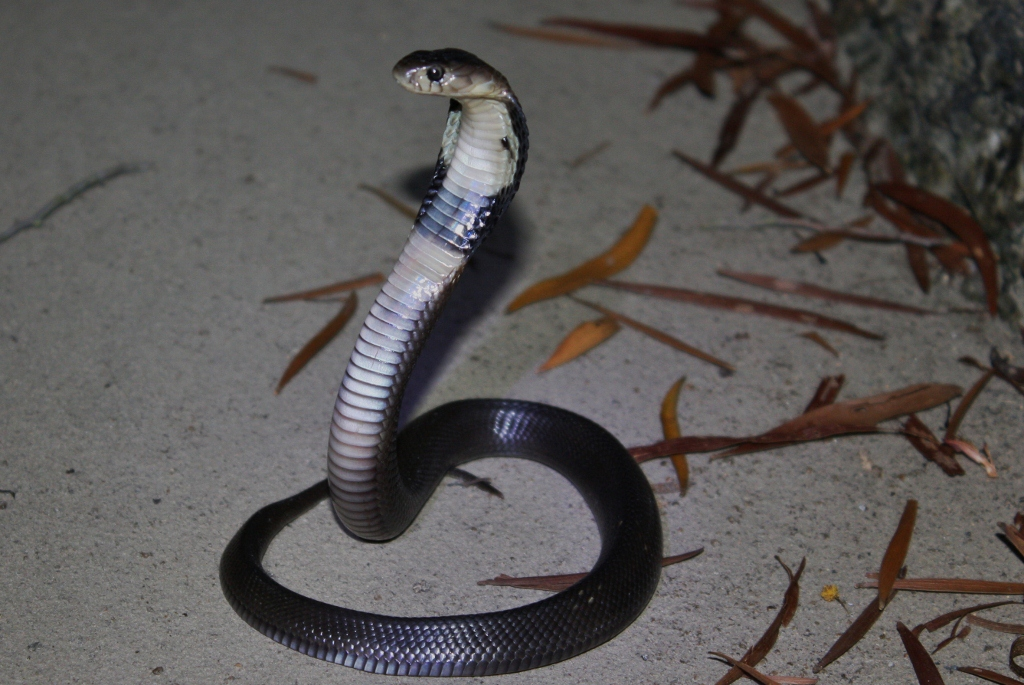
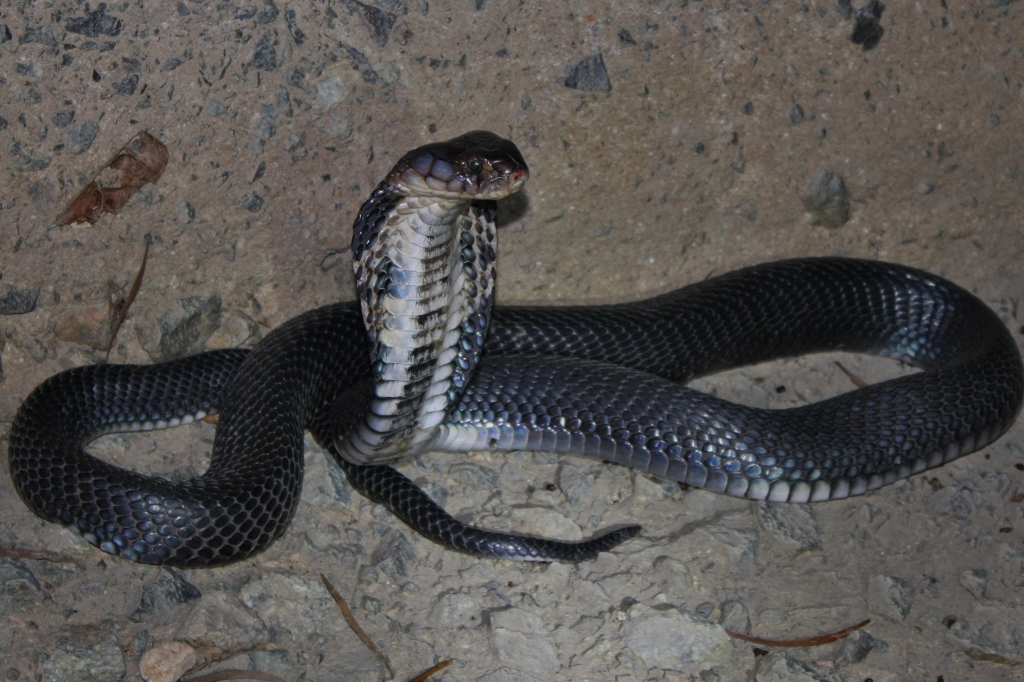
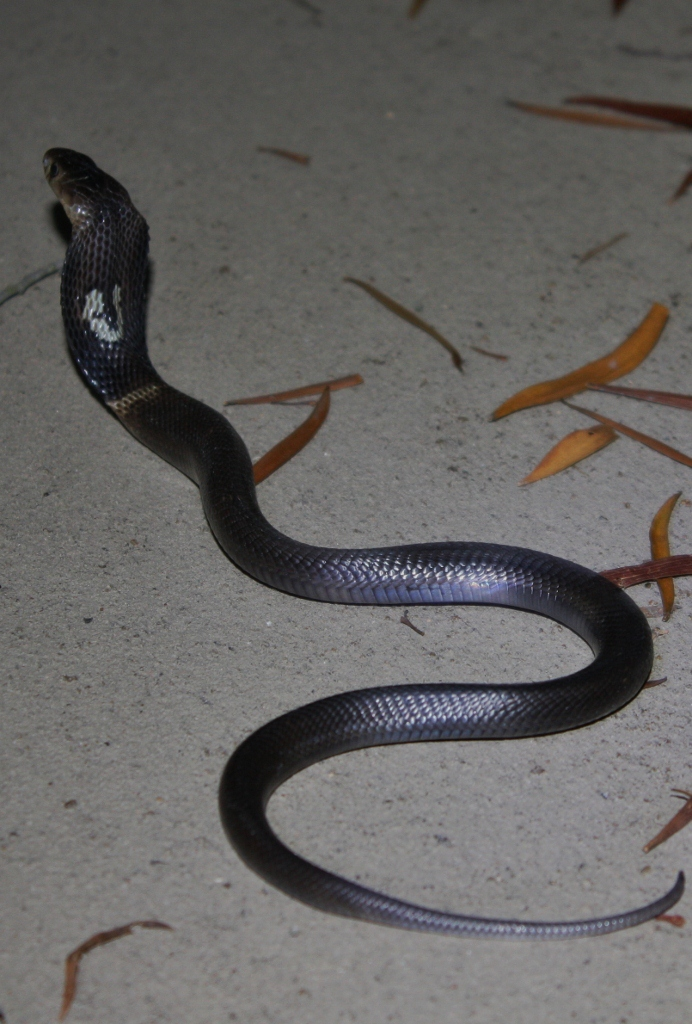

### Làng nuôi rắn
Ở Việt Nam, có những làng chuyên nuôi rắn hổ mang Trung Quốc để bán, như làng Phụng Thượng thuộc huyện Phúc Thọ, Hà Nội, cách trung tâm Hà Nội khoảng 40 km. Rắn được nuôi bằng thịt gà con. Dân nuôi rắn bán chúng cho các quán ăn hoặc xuất cảng sang Trung Quốc làm dược liệu.